# 伊奈良村
伊奈良村（いならむら）は群馬県の南東部、邑楽郡に属していた村。
万葉集の東歌の一「上つ毛野伊奈良の沼の大藺草」の伊奈良沼はここに有った伊奈良沼の事。

## 地理
- 河川：谷田川、板倉川

## 歴史
- 1889年（明治22年）4月1日 町村制施行により、岩田村、板倉村、籾谷村、内蔵新田が合併し伊奈良村が成立する。
- 1955年（昭和30年）2月1日 西谷田村、海老瀬村、大箇野村と合併し板倉町となる。